# Афінський університет економіки та бізнесу

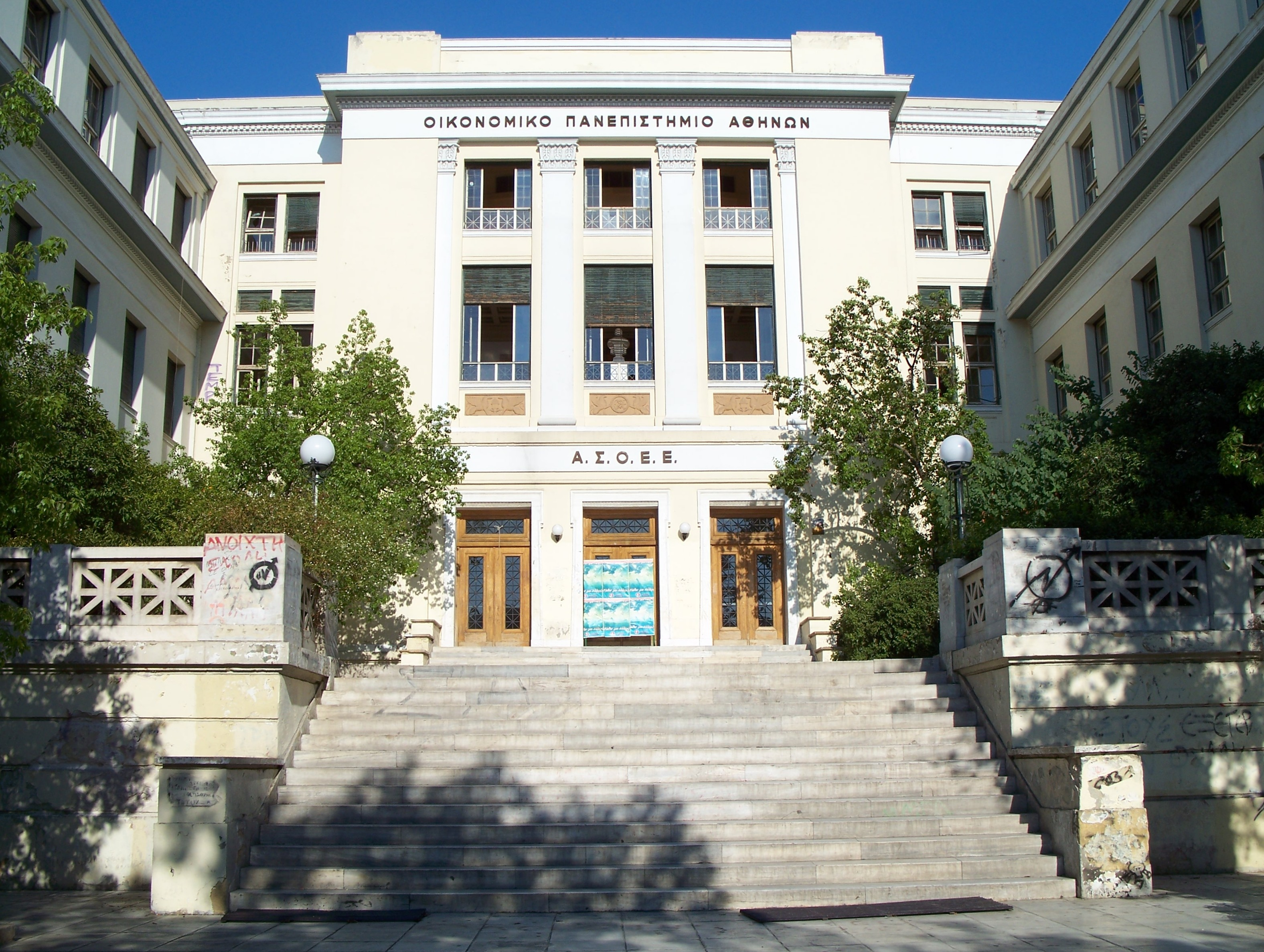
Головний корпус

Афінський університет економіки та бізнесу (грец. Οικονομικό Πανεπιστήμιο Αθηνών) — університет в Афінах, заснований 1920 року. Головний корпус розташований на вулиці Патісіон. Це найпрестижніший заклад економічної освіти та третій серед найдавніших вишів країни.

## Історія
Афінський університет економіки та бізнесу був заснований як Афінська школа комерційної діяльності. З 1926 по 1989 рік іменувався Афінською школою економіки та бізнесу (грец. Ανωτάτη Σχολή Οικονομικών και Εμπορικών Επιστημών).
До 1955 року існував тільки один напрямок підготовки студентів, відтоді було утворено два відділення: економіки та ділового управління. У 1984 року школу розділена на три відділення: віділленя економіки, віділленя ділового управління та відділення статистики й інформатики.
В середині 19 століття на власний кошт Григорія Маразлі, грецького патріота, мецената, який впродовж 15 років обіймав посаду міського голови Одеси, в Афінах побудовано учительський інститут, комерційну академію та акваріум. Перші пізніше увійшли до складу сучасного Афінського університету економіки та бізнесу.

## Структура
- Факультет економіки (1955)
- Факультет ділового управління (1955)
- Факультет міжнародної та європейської економічної діяльності (1989)
- Факультет маркетингу (1989)
- Факультет інформатики (1984)
- Факультет статистики (1989)
- Факультет бухгалтерського обліку та фінансів (1999)
- Факультет управління та техніки (1999)

## Відомі випускники
- Маноліс Глезос
- Гіоргос Папаконстантіну